# 봄베이 증권거래소

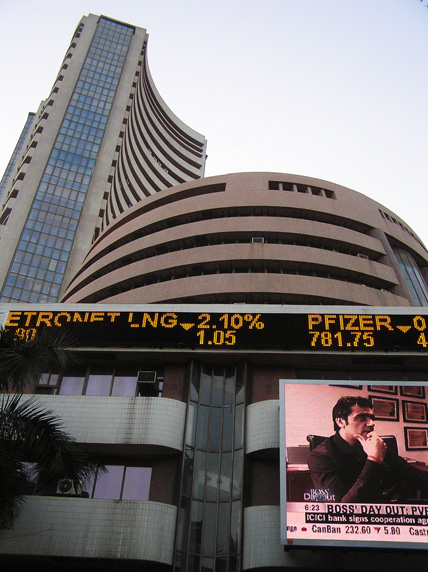
봄베이 증권거래소

봄베이 증권거래소(마라티어: मुंबई शेअर बाजार, Bombay Stock Exchange, BSE, 이전 이름: The Stock Exchange, Bombay)는 뭄바이 달랄 가에 위치한 증권거래소이자 아시아에서 가장 오래된 증권거래소이다.
2011년 12월 기준으로 이 증권거래소에는 5,112개 이상의 인도 기업과 8,196개 이상의 가증권이 있으며 봄베이 증권거래소는 상당한 거래량을 보유하고 있다.

## 같이 보기
- 봄베이 증권거래소 상장 기업
- 인도국립증권거래소